# Núcleo (arquitectura)

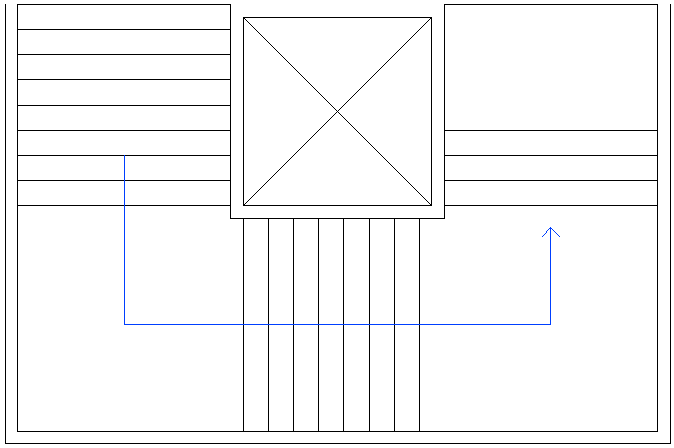
Un núcleo sencillo: escaleras «rodeando» el hueco del ascensor.

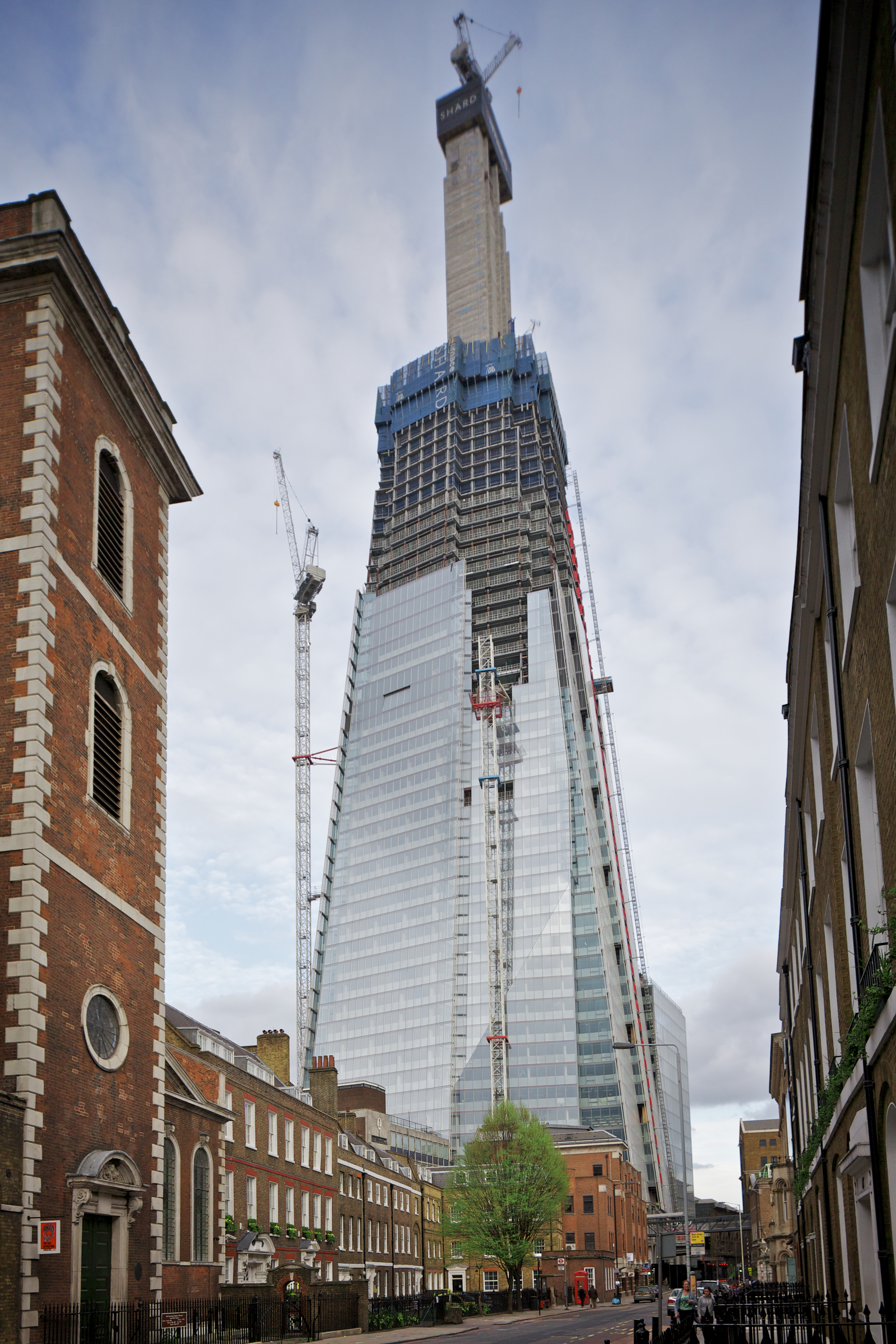
The Shard en obras en 2011.

En arquitectura, el núcleo es un espacio vertical usado para la circulación y los servicios. También puede ser denominado núcleo de circulación o núcleo de servicios. Un núcleo puede contener escaleras, ascensores, cableado eléctrico y tuberías.
El núcleo permite que las personas se desplacen entre las plantas de un edificio y distribuye los servicios de forma eficiente a cada planta. El núcleo también puede desempeñar un papel estructural clave en un edificio, ayudando a sostenerlo y actuando como un elemento portante con muros de carga.
Los núcleos de los edificios de oficinas tienden a ser más grandes que los núcleos de los edificios de apartamentos porque los edificios de oficinas tienen que soportar más tráfico con un mayor número de ascensores. En general, resulta deseable que el núcleo sea lo más pequeño posible para maximizar la superficie útil del edificio.
El núcleo se encuentra habitualmente en el centro del edificio, pero también se puede colocar en un extremo del edificio y puede haber varios núcleos en un edificio. Los núcleos que se encuentran en un lado del edificio son conocidos como núcleos perimetrales, están completamente dentro del edificio y pueden permitir que el espacio interior sea más diáfano y tenga menos pilares. Los núcleos exteriores son similares a los núcleos perimetrales, pero se encuentran total o parcialmente fuera del edificio. Los núcleos divididos en varios núcleos más pequeños son llamados núcleos mixtos. Una gran proporción (más del 40 %) de los rascacielos con núcleos exteriores fueron construidos a partir de 2010. Este tipo de núcleos también se puede usar con la finalidad de proporcionar sombra del sol.